# Barbara Neuroth
Barbara Neuroth (* 10. Dezember 1957 in Wien) ist eine österreichische Politikerin (Grüne). Sie folgte am 29. Mai 2017 Eva Glawischnig als Abgeordnete zum Nationalrat nach und war bis zum 8. November 2017 Abgeordnete zum Nationalrat.

## Leben
Barbara Neuroth besuchte nach der Volksschule und der Unterstufe des Gymnasiums in Wien-Mariahilf von 1972 bis 1977 die Höhere Lehranstalt für wirtschaftliche Berufe in Wien-Wieden. 1975/76 verbrachte sie über AFS ein Schuljahr in Minnesota. Ab 1978 machte sie an der Universität Wien eine Übersetzer- und Dolmetscherausbildung für Spanisch und Englisch, ihr Studium schloss sie mit einer Diplomarbeit zum Thema Gabriel García Marquez „El coronel no tiene quien le escriba“ mit zwei Übersetzungen ins Deutsche: kritischer Übersetzungsvergleich als Magistra ab. Von 1988 bis 1991 war sie als Übersetzerin an der Botschaft von Ecuador in Wien tätig.
Von 2000 bis 2002 war sie Außen- und Entwicklungspolitik-Referentin für Ulrike Lunacek. Ab 1996 war sie Bezirksrätin der Grünen in Wien-Wieden, wo sie ab 2010 Bezirksvorsteher-Stellvertreterin war. Am 7. Juni 2017 wurde sie als Abgeordnete zum Nationalrat angelobt, wo sie Mitglied im Ausschuss für Petitionen und Bürgerinitiativen, im Umweltausschuss und im Volksanwaltschaftsausschuss war. Aufgrund des verfehlten Einzugs in den Nationalrat durch die Grünen bei der Nationalratswahl 2017 schied sie mit Ende der 25. Gesetzgebungsperiode am 8. November 2017 aus dem Nationalrat wieder aus.
Bei der Bezirksvertretungswahl in Wien 2020 kandidiert sie als Spitzenkandidatin der Grünen in Wien-Wieden. Im November 2020 wurde Julia Tinhof zu ihrer Nachfolgerin als Bezirksvorsteherin-Stellvertreterin gewählt.